# Garnitzenklamm
Garnitzenklamm este o arie protejată (arie specială de conservare — SAC, sit de importanță comunitară — SCI) din Austria întinsă pe o suprafață de 250,14 ha, integral pe uscat.

## Localizare
Centrul sitului Garnitzenklamm este situat la coordonatele 46°35′29″N 13°21′14″E / 46.5913°N 13.354°E.

## Înființare
Situl Garnitzenklamm a fost declarat sit de importanță comunitară în decembrie 2018 pentru a proteja 1 specie de plante. Situl a fost protejat și ca arie specială de conservare în decembrie 2018.

## Biodiversitate
Situată în ecoregiunea alpină, aria protejată conține 2 habitate naturale: Păduri de fag Luzulo-Fagetum, Păduri ilirice de Fagus sylvatica (Aremonio-Fagion).
La baza desemnării sitului se află o specie protejată de  plante: mușchi (Dicranum viride).